# Samyn Classic
La Ename Samyn Classic (connue comme Le Samyn jusqu'en 2024) est une course cycliste belge disputée actuellement entre Quaregnon et Dour, dans la province de Hainaut. La course est organisée par l'ASBL Wallonia Samyn.
Cette compétition est créée en 1968 sous le nom de Grand Prix de Fayt-le-Franc, du nom de l'ancienne commune autour de laquelle elle se déroule. En 1970, le Grand Prix est renommé, en hommage à son premier vainqueur José Samyn, décédé en course en 1969.
Organisée en juillet à ses débuts, elle est courue en mars depuis 1974. Depuis cette date, elle est ainsi la première course cycliste de l'année organisée en territoire wallon et se situe au calendrier le mardi ou mercredi suivant les deux premières classiques flamandes : le Circuit Het Nieuwsblad et Kuurne-Bruxelles-Kuurne.
À partir de 2005, Le Samyn fait partie de l'UCI Europe Tour dans la catégorie 1.1. La course est cependant annulée cette année-là en raison des chutes de neiges. Depuis 2015, des secteurs pavés sont introduits au parcours (généralement une dizaine de kilomètres dans le circuit final). De 2016 à 2018 puis entre 2021 et 2024, l'épreuve est une des manches de la Coupe de Belgique sur route. L'édition 2017 est marquée par le détournement de 180 000 euros d'Isabelle Petit, la trésorière de l'organisation pour assouvir son addiction aux jeux d'argent. Un temps menacée, la course est finalement maintenue. 
En 2012, une course féminine UCI est créée sous le nom : Le Samyn des Dames, qui évoluera en Lotto Samyn des Dames en 2025. La même année, la course des hommes est renommée Ename Samyn Classic, du nom de son nouveau sponsor. L'épreuve quitte la Coupe de Belgique, avec la volonté d’être indépendante financièrement et de ne pas dépendre d’une coupe qui pourrait disparaître. Des épreuves à destination des juniors, le Samyn des Juniors (Coupe de Belgique U19) et des espoirs (Le Samyn des Espoirs, U23 Road Series) sont également organisées.
La Wallonia Samyn asbl a également repris en 2022 l'organisation du Grand Prix Cerami (1.2).

## Palmarès

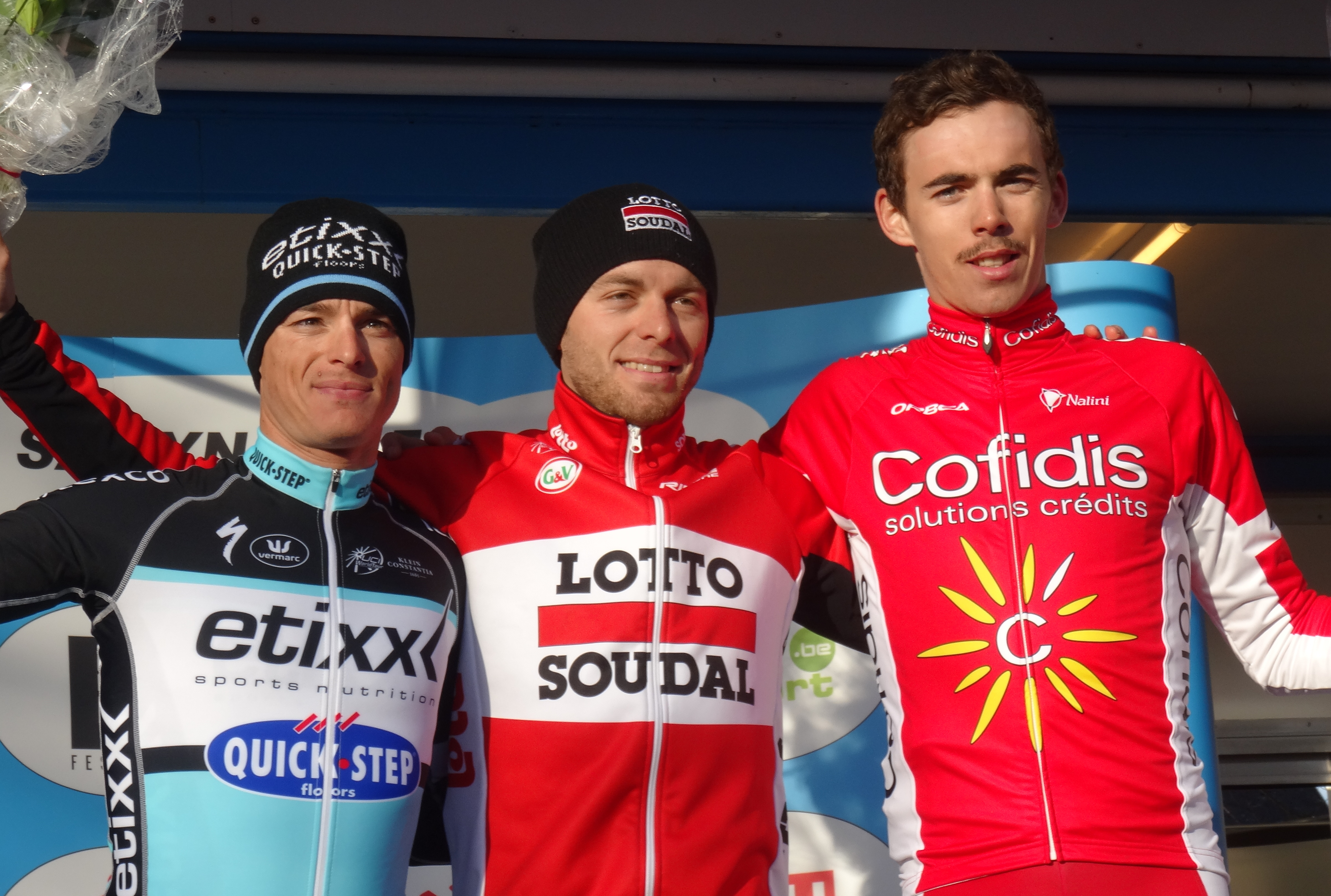
Podium de l'édition 2015 : Gianni Meersman (2e), Kris Boeckmans (1er) et Christophe Laporte (3e).

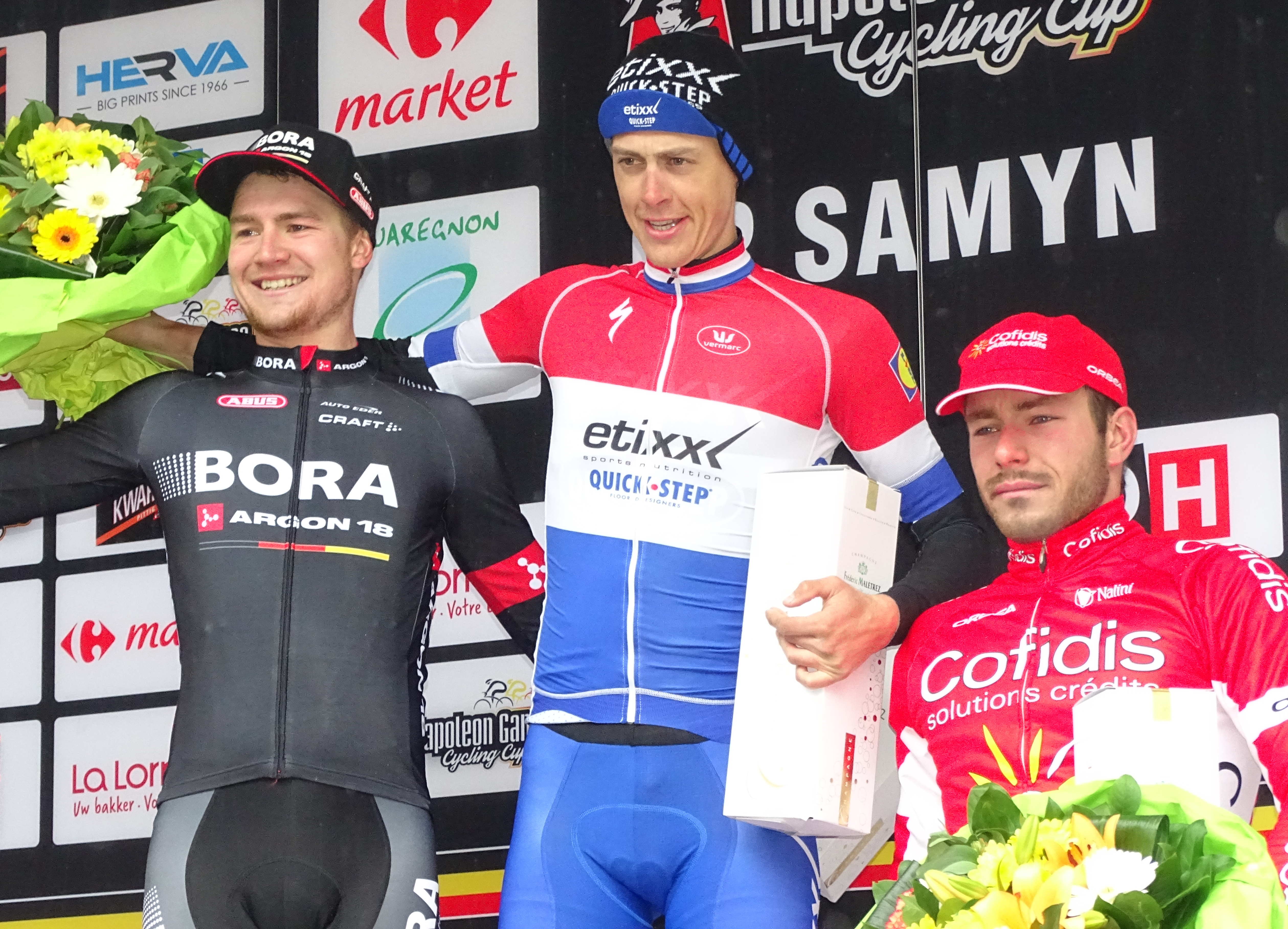
Podium de l'édition 2016 : Scott Thwaites (2e), Niki Terpstra (1er) et Florian Sénéchal (3e).

| Année | Vainqueur                | Deuxième               | Troisième               |
| ----- | ------------------------ | ---------------------- | ----------------------- |
| 1968  | José Samyn               | Bernard Guyot          | Victor Van Schil        |
| 1969  | Herman Vrijders          | Roger Kindt            | Freddy Decloedt         |
| 1970  | Ronny Van de Vijver      | Jacques Zwaenepoel     | André Dierickx          |
| 1971  | Julien Van Lint          | Etienne Sonck          | Ronny Van De Vijver     |
| 1972  | Marc Demeyer             | Gérard Hendrickx       | Willy Van Neste         |
| 1973  | Louis Verreydt           | Christian Debuysschere | Eric Wijckaert          |
| 1974  | André Dierickx           | Ferdinand Bracke       | Gustaaf Van Roosbroeck  |
| 1975  | Alain Santy              | Ronald De Witte        | Eric Leman              |
| 1976  | Dirk Baert               | Jacques Martin         | Ferdi Van Den Haute     |
| 1977  | Michel Périn             | Rudy Pevenage          | Frans Van Vlierberghe   |
| 1978  | Herman Van Springel      | Frank Hoste            | Marc Demeyer            |
| 1979  | Adri Schipper            | Roger Verschaeve       | Ferdi Van Den Haute     |
| 1980  | Gery Verlinden           | Michel Pollentier      | José De Cauwer          |
| 1981  | Pol Verschuere           | Adrie van der Poel     | Patrick Versluys        |
| 1982  | Jos Jacobs               | Daniel Willems         | Pol Verschuere          |
| 1983  | Jacques van Meer         | Luc Colijn             | Ludo De Keulenaer       |
| 1984  | Daniel Rossel            | Ludwig Wijnants        | Alain De Roo            |
| 1985  | Ronny Van Holen          | Paul Haghedooren       | Luc Meersman            |
| 1986  | Patrick Onnockx          | Marc Sergeant          | William Tackaert        |
| 1987  | Claude Criquielion       | Patrick Onnockx        | Edwig Van Hooydonck     |
| 1988  | Course non organisée     | Course non organisée   | Course non organisée    |
| 1989  | Hendrik Redant           | Jean-Marie Wampers     | Jerry Cooman            |
| 1990  | Hendrik Redant           | Frank Pirard           | Peter Pieters           |
| 1991  | Johnny Dauwe             | Eric Vanderaerden      | Hendrik Redant          |
| 1992  | Johan Capiot             | Eric Vanderaerden      | Jean-Pierre Heynderickx |
| 1993  | Wilfried Nelissen        | Johan Museeuw          | Johan Capiot            |
| 1994  | Johan Capiot             | Peter De Clercq        | Ludo Dierckxsens        |
| 1995  | Johan Capiot             | Johan Verstrepen       | Nico Mattan             |
| 1996  | Hans De Meester          | Stéphane Hennebert     | Ludo Dierckxsens        |
| 1997  | Michel Vanhaecke         | Jo Planckaert          | Kris Gerits             |
| 1998  | Ludovic Auger            | Mario Aerts            | Tom Desmet              |
| 1999  | Thierry Marichal         | Erwin Thijs            | John Talen              |
| 2000  | Frank Høj                | Roger Hammond          | Jan Boven               |
| 2001  | Kris Gerits              | Peter Farazijn         | Bert Hiemstra           |
| 2002  | Magnus Bäckstedt         | Stijn Devolder         | Gordon McCauley         |
| 2003  | Stefan van Dijk          | Gert Vanderaerden      | Jeroen Blijlevens       |
| 2004  | Robbie McEwen            | Ludovic Capelle        | Jans Koerts             |
| 2005  | Course annulée           | Course annulée         | Course annulée          |
| 2006  | Renaud Dion              | Philippe Gilbert       | Matti Breschel          |
| 2007  | Jimmy Casper             | Philippe Gilbert       | Bastiaan Giling         |
| 2008  | Philippe Gilbert         | Kevyn Ista             | Aleksejs Saramotins     |
| 2009  | Wouter Weylandt          | Rémi Cusin             | Björn Leukemans         |
| 2010  | Jens Keukeleire          | Gregory Joseph         | Cédric Pineau           |
| 2011  | Dominic Klemme           | Kevyn Ista             | Robert Wagner           |
| 2012  | Arnaud Démare            | Kris Boeckmans         | Adrien Petit            |
| 2013  | Alexey Tsatevitch        | Kris Boeckmans         | Adrien Petit            |
| 2014  | Maxime Vantomme          | Alexey Tsatevitch      | Nacer Bouhanni          |
| 2015  | Kris Boeckmans           | Gianni Meersman        | Christophe Laporte      |
| 2016  | Niki Terpstra            | Scott Thwaites         | Florian Sénéchal        |
| 2017  | Guillaume Van Keirsbulck | Alex Kirsch            | Iljo Keisse             |
| 2018  | Niki Terpstra            | Philippe Gilbert       | Damien Gaudin           |
| 2019  | Florian Sénéchal         | Aimé De Gendt          | Niki Terpstra           |
| 2020  | Hugo Hofstetter          | Aimé De Gendt          | David Dekker            |
| 2021  | Tim Merlier              | Rasmus Tiller          | Andrea Pasqualon        |
| 2022  | Matteo Trentin           | Hugo Hofstetter        | Dries De Bondt          |
| 2023  | Milan Menten             | Hugo Hofstetter        | Edward Theuns           |
| 2024  | Laurenz Rex              | António Morgado        | Jenthe Biermans         |
| 2025  | Mathieu van der Poel     | Paul Magnier           | Émilien Jeannière       |